# Avegaar

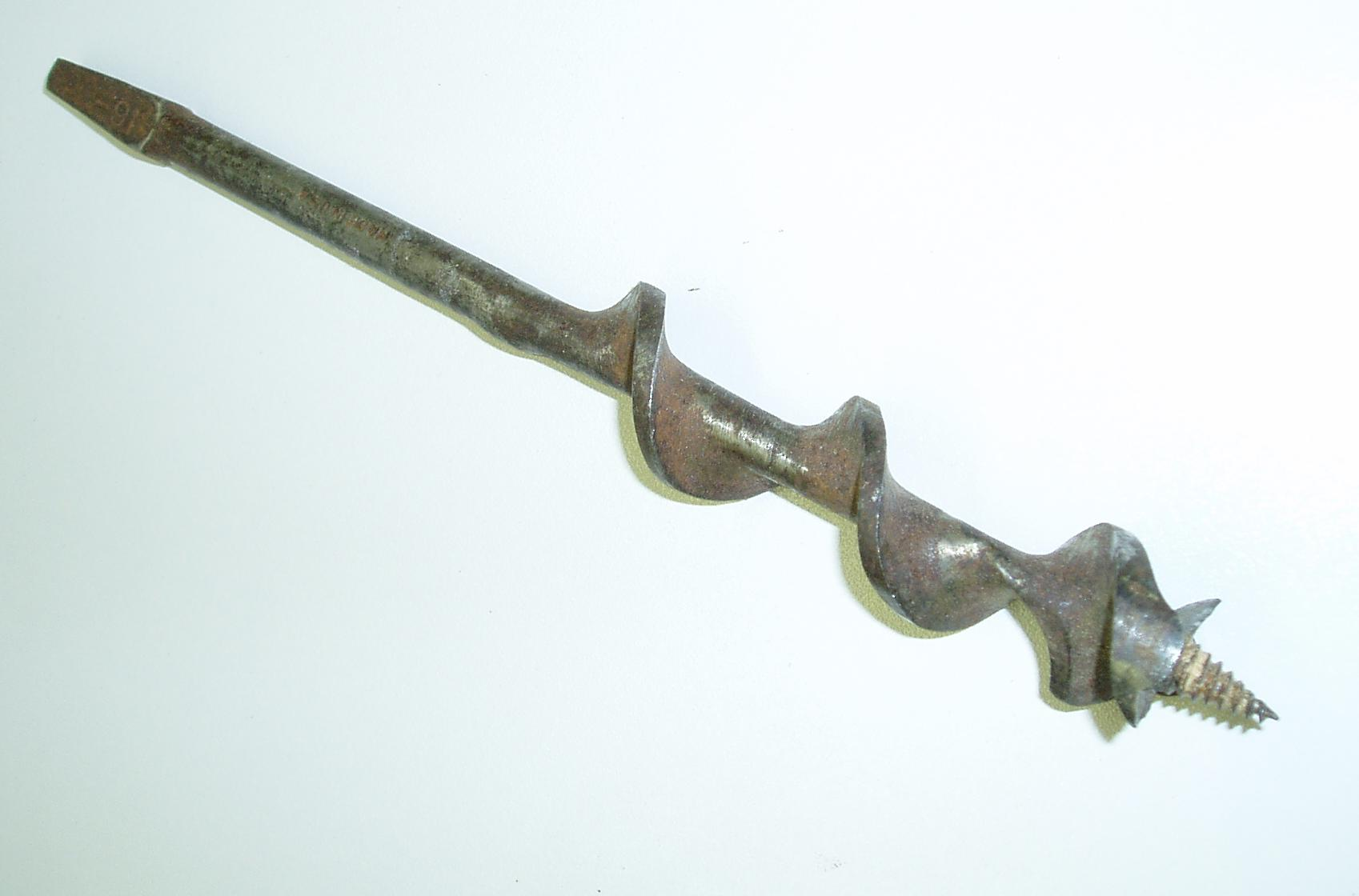
Een timmermansavegaar

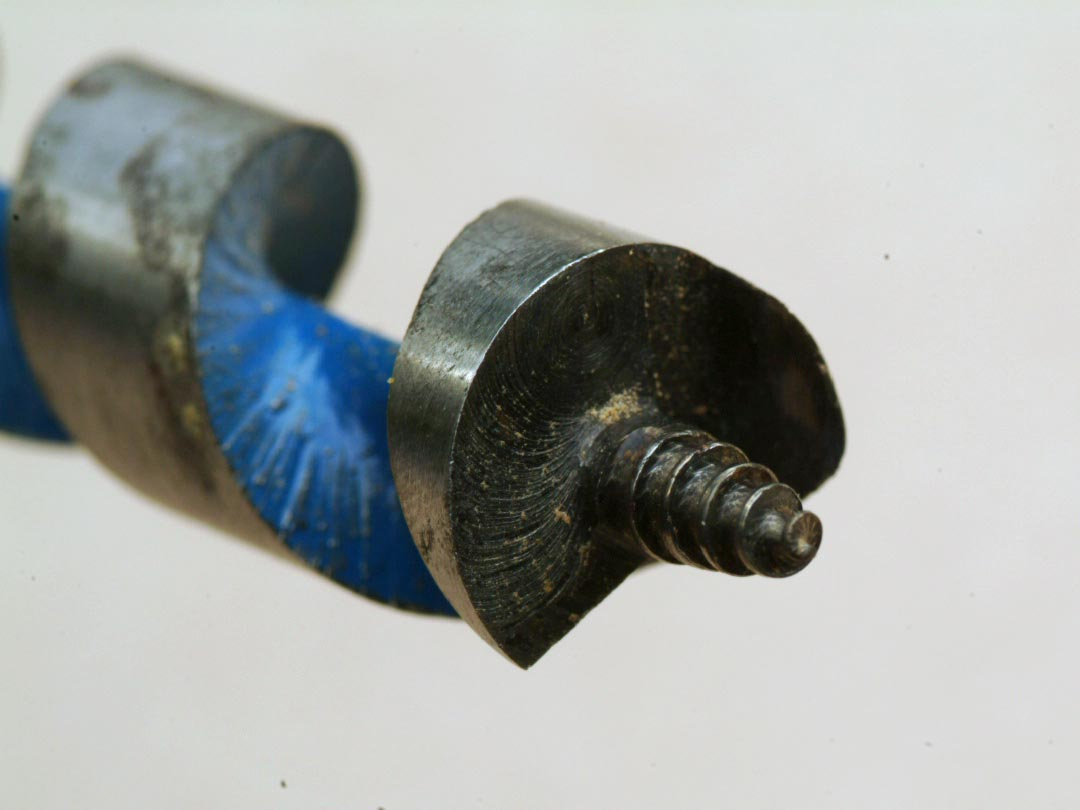
De punt van een timmermansavegaar

Een avegaar of slangeboor is een boor voor gebruik in een booromslag. Het boorsel wordt afgevoerd volgens het principe van de schroef van Archimedes.
Het is een stuk handgereedschap van de timmerman en de scheepstimmerman voor het boren van gaten door balken ten behoeve van toognagels en andere zware stukken, uit de tijd dat er nog geen elektrisch aangedreven boormachines waren.

## Andere toepassingen
Tegenwoordig wordt een veel grotere maat avegaar gebruikt als grondboor. De avegaar wordt geplaatst in een machine die ook de aandrijving en richting regelt. De avegaar "schroeft" zichzelf de bodem in. Zodra de avegaar op de gewenste diepte is, kan deze weer omhoog getrokken worden zodat het gewenste gat overblijft. In de funderingstechniek wordt de avegaar gebruikt voor het maken van boorpalen.
Ook schroeven zoals gebruikt in de industrie voor transport en dosering worden avegaar genoemd.

## Galerij

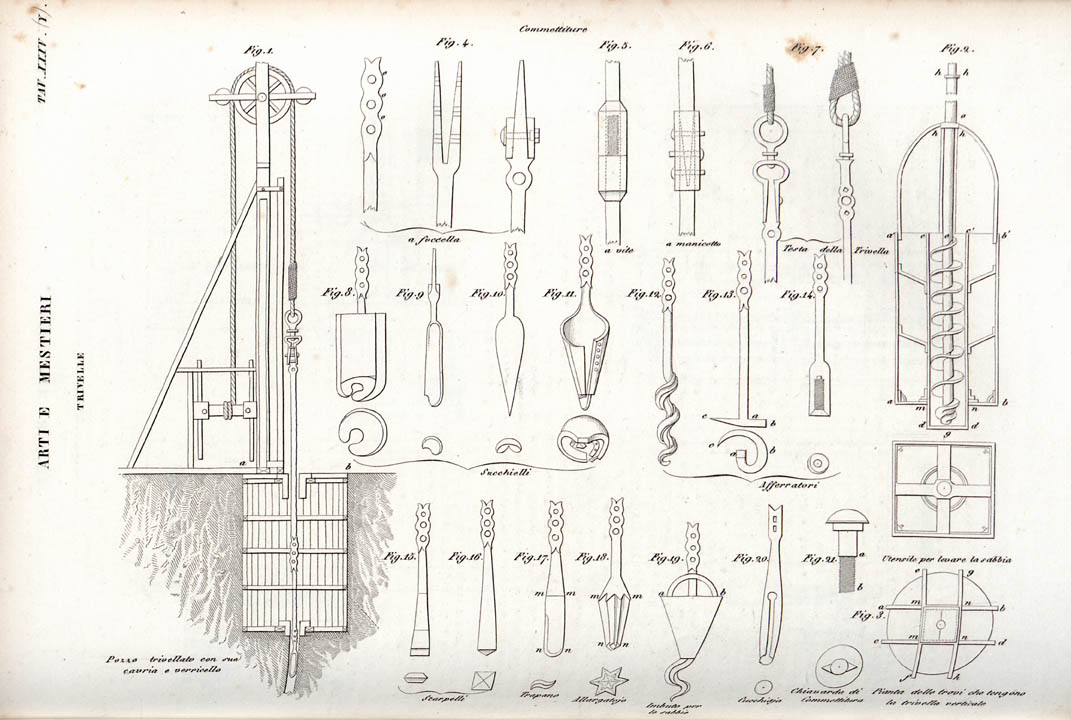
Trivelle tratto da Nuova enciclopedia popolare. 13, 1849
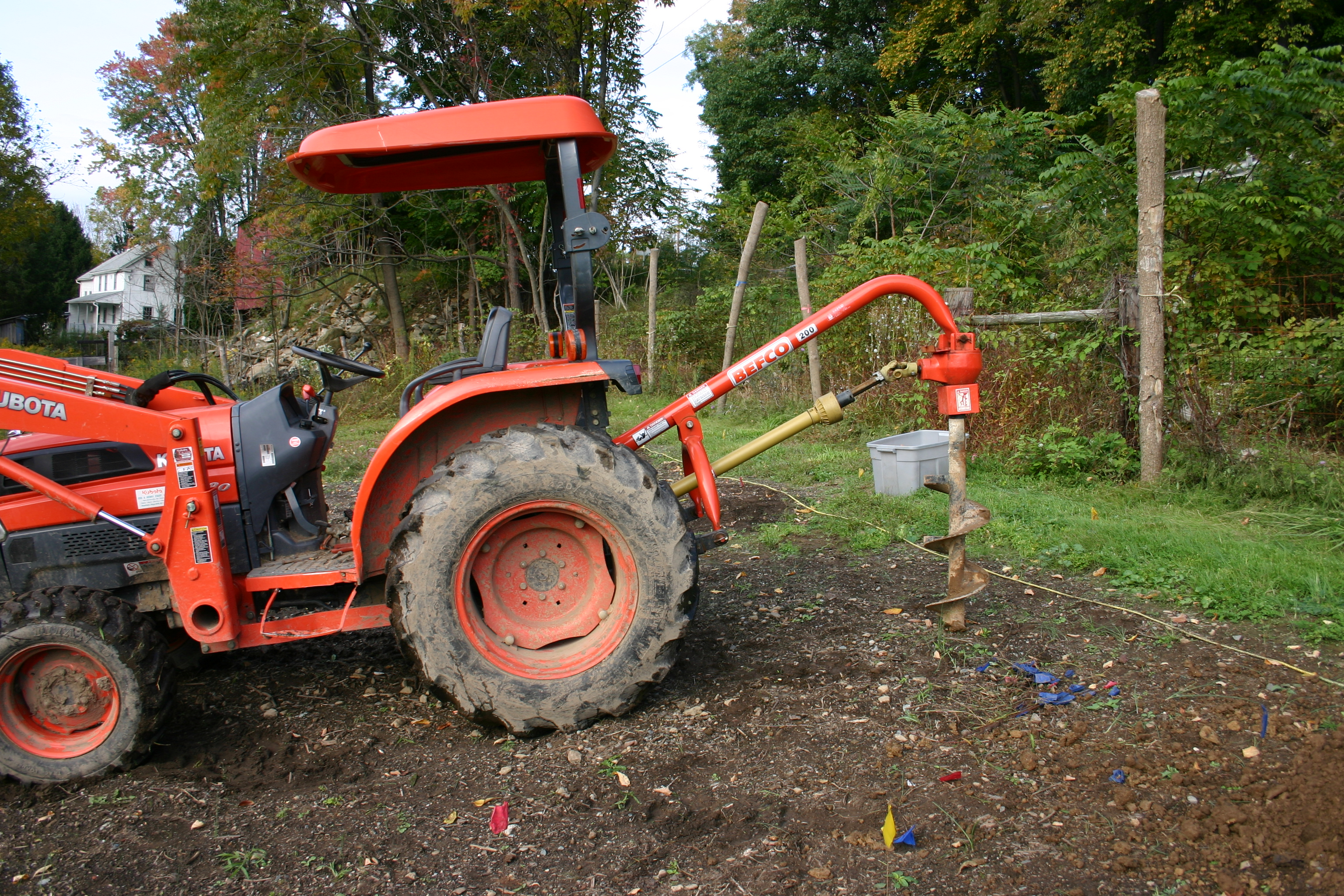
Een tractor met een avegaar
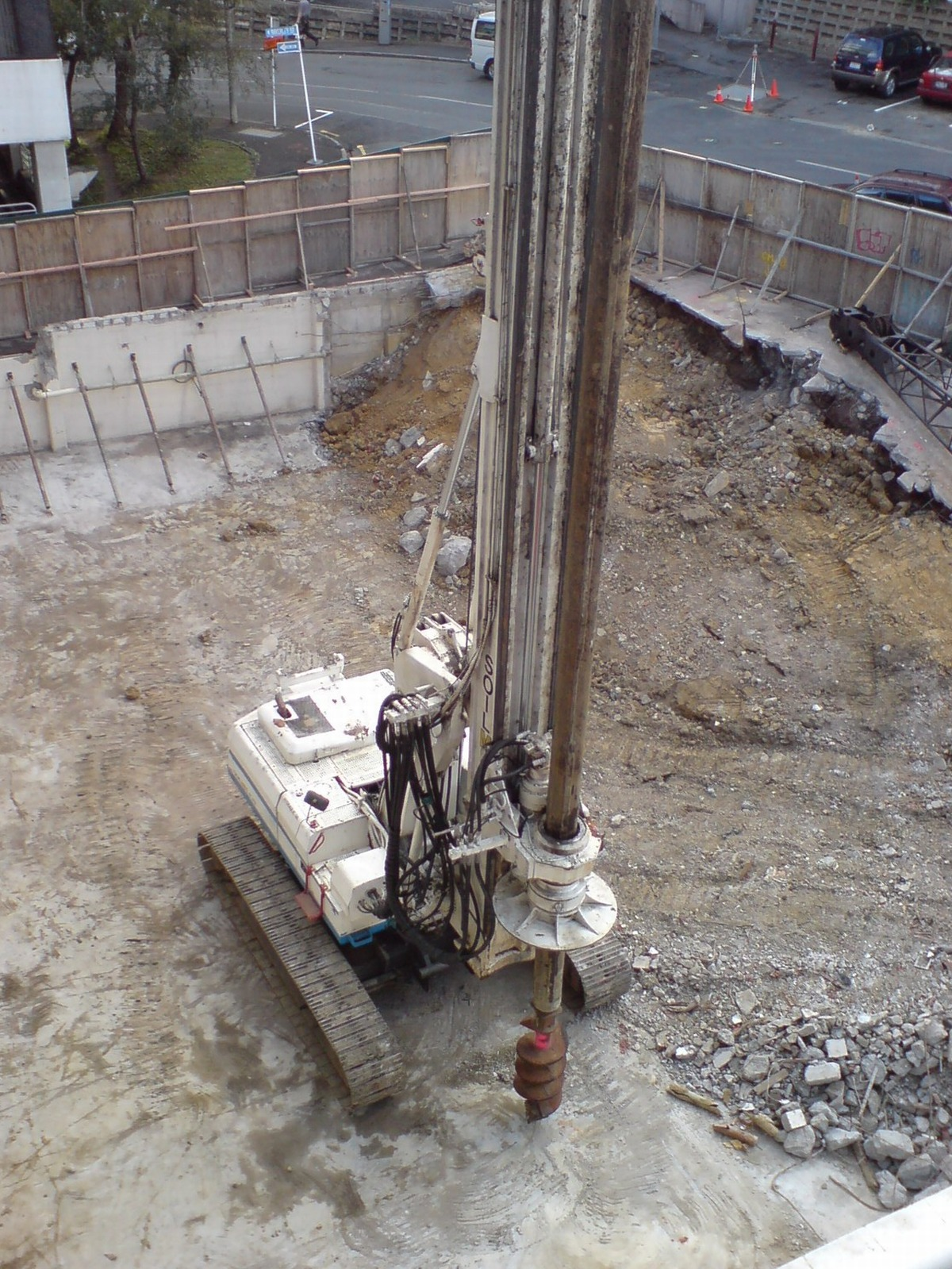
Avegaar voor boorpalen